# Verband der Akademikerinnen Österreichs
Der Verband der Akademikerinnen Österreichs (VAÖ) ist eine seit 1922 bestehende österreichische Akademikerinnenorganisation mit Verbandssitz in Wien. Der VAÖ ist die  größte Vereinigung von akademisch gebildeten Frauen Österreichs und hat sechs Landesverbände, in Oberösterreich, Salzburg, Wien, Steiermark, Kärnten und Tirol. Er ist ein Mitgliedsverein des Bunds Österreichischer Frauenvereine.

## Geschichte
1919 gründete sich die International Federation of University Women (IFUW) und forderte gleichen Lohn für gleiche Arbeit an den Universitäten, gleiche Zugangs- und Aufstiegschancen für Frauen in der Wissenschaft und das Recht auf Beruf und Familie. In den USA und Großbritannien war das Frauenstudium schon errungen worden.
Auf Nachfrage einer britischen Bekannten in der IFUW gründete die Romanistin Elise Richter im Jahr 1922 den Verband der akademischen Frauen Österreichs, der der IFUW beitrat. Mit der Machtergreifung der Nationalsozialisten 1938 wurde der Verband jedoch als Mitglied einer internationalen Vereinigung aufgelöst. Die Gründerin Elise Richter verlor aufgrund ihrer jüdischen Herkunft zunächst ihre Lehrtätigkeit an der Uni Wien sowie ihre Arbeit an der Akademie der Wissenschaften und verarmte. Später wurde sie in das Konzentrationslager Theresienstadt gebracht, wo sie im Alter von 78 Jahren verstarb.
1948 wurde der Verband der Akademikerinnen Österreichs auf Initiative von Ilse Knapitsch, Berta Karlik und Lore Antoine neu gegründet und trat abermals der IFUW, heutige Graduate Women International, bei. Der Verband besteht bis heute (Stand 2024).

## Arbeit
Das offizielle Vereinsziel lautet: „Der VAÖ bezweckt den Zusammenschluss von Akademikerinnen, die in Österreich leben, ohne Unterschied ihrer politischen oder religiösen Zugehörigkeit – zur Förderung und Vertretung ihrer gemeinsamen geistigen, beruflichen und kulturellen Interessen im In- und Ausland.“
Der Verband bietet beispielsweise Karriere- und Studienberatung, Vernetzung, Förderung, Weiterbildung, Migrantinnenbetreuung, allgemeine Mentoringprogramme und Workshops an.
Jährlich verleiht der VAÖ die Auszeichnung „Rose der Anerkennung“ an ein Unternehmen, eine Institution, eine Organisation oder an eine Einzelperson, die junge Wissenschafterinnen auf ihrem Weg in die Forschung und in die Wissenschaften unterstützt, worüber die Regional Medien Austria 2023 in der Onlineausgabe meinbezirk.at berichteten.
Der Verband vergibt auch Stipendien.